# 伊藤萬里菜
伊藤萬里菜（日语：／ Itō Marina，1998年6月27日—），日本前年少偶像、前寫真偶像。於三重縣出身。所屬事務所為「Spices」（スパイス）。

## 生平
2011年12月16日，伊藤推出首部寫真DVD《我的太陽》（ボクの太陽），並於當中部分場景以身穿泳衣的姿態登場。2012年1月25日，寫真DVD總集編《純情女初中生宣言 Chu→Boh學園2012年 春》（純情女子中学生宣言！Chu→Boh学園2012 春）開售，它收錄了由她出演的寫真場景。5月18日，她發表寫真作品《純粹的臉蛋》（純粋フェイス），這部作品為她在沖繩拍攝的，觀眾能從中觀賞穿上校服、浴衣、護士服等衣物的伊藤。2012年7月3日，她在寫真雜誌《Chu→Boh》第50卷中登場。同月，她的寫真DVD《約·好·了·喲》（や・く・そ・く・だ・よ）公開，此作的取景地為伊豆大島的一間學校，並運用到了跳箱去輔助拍攝。
同年9月，伊藤推出寫真DVD《我的太陽 ～我回來了～》（ボクの太陽～ただいま～）。這部作品同样收錄以校服裝扮出鏡的伊藤，除此之外她也以女仆装的姿態進行拍攝。2013年7月19日，她在非戲院首映電影《心跳不已 Water Girl 3》（ときめきウォーターガール3）中登場，飾演內山知惠。守永七彩、東海林藍、新原里彩等偶像在這部作品亦有一定戲份。同年夏天，她前往山梨县和茨城縣，在那進行寫真拍攝工作，以此在10月25日發表《與你相戀5cm》（君との恋は5センチメートル）一作。12月21日，她在秋葉原出席這部作品的發售紀念活動。
2018年2月至7月期間，Twitter和Facebook上出現了自稱屬於她本人的帳號，但據原事務所的說法，萬里菜向它否定了該些帳號屬於她本人。

## 人物
伊藤喜歡演獨角戲和閱讀，善於擠出眼淚裝哭和令耳朵動起來。她在第一部寫真DVD開售後便表示自己有志於將來投身演藝界，希望成為武井咲般的女演員。

## 外部連結
- 伊藤萬里菜的Ameblo網誌，存于（日語）